# 20440 McClintock
A 20440 McClintock (ideiglenes jelöléssel 1999 JO31) a Naprendszer kisbolygóövében található aszteroida. A LINEAR projekt keretében fedezték fel 1999. május 10-én.